# 카를로 3세
카를로 3세(이탈리아어: Carlo III, 1345년 ~ 1386년 2월 24일) 또는 카로이 2세(헝가리어: II. Károly, 슬로바키아어: Karol II. 카롤 2세, 크로아티아어: Karlo II. Drački 카를로 2세 드라치키)는 나폴리 왕국의 국왕(재위: 1382년 5월 12일 ~ 1386년 2월 24일)이자 헝가리와 크로아티아의 국왕(재위: 1385년 ~ 1386년 2월 24일)이다. 단신왕 카를로(이탈리아어: Carlo il Breve 카를로 일 브레베[*], 헝가리어: Kis Károly 키시 카로이[*])라는 별칭으로 부르기도 한다.

## 어린 시절
카를로 3세는 루이지 디 그라비나 백작의 외아들로 어머니는 마르게리타 디 산세베리노(Margherita di Sanseverino)이다. 할아버지는 두라초 공작이자 그라나바 백작인 조반니이고 증조부는 나폴리 왕 카를로 2세이며 증조모가 헝가리의 마리어이다. 카를로의 생년월일은 확실치 않다. 역사학자 실라르드 쉬에트에 의하면 1354년, 낸시 골드스톤에 의하면 1357년에 태어났다고 한다.
부친 그라비나 백작가 1360년 봄에 그의 5촌인 나폴리 여왕 조반나 1세에게 반란을 일으켰으나 실패하였다. 이 때문에 어린 카를로는 인질이 되어 조반나의 궁정에서 지내게 되었다. 그라비나는 1362년 여름에 감옥에서 죽었다.
카를로의 6촌인 헝가리 국왕 러요시 1세는 아들이 없었기에 카를로를 헝가리로 초청하였고 카를로는 1364년에 헝가리를 방문하였다. 러요시는 처음에 신성 로마 제국 황제 카를 4세의 딸이었던 안나와 결혼을 주선하였다. 그러나 러요시와 카를의 관계가 악화되었기 때문에 그들의 결혼협상은 단절되었다. 다음으로 러요시는 조반나의 조카인 마르게리타와 결혼을 제안했다. 조반나가 결혼에 반대했지만, 교황 우르바노 6세는 1369년 6월 15일 혼인을 권면하였다. 이에 따라 결혼식이 1370년 1월 24일 나폴리에서 이루어졌다.

## 나폴리 왕국 내전
아비뇽 유수를 종식시킨 교황 그레고리오 11세가 1378년 3월에 사망하자, 우르바노 6세가 신임 교황으로 선출되었다. 그러나 신임 교황은 사사건건 추기경들과 부딪치며 갈등하였고 결국에는 추기경들에 의해 퇴위할 것을 요구받았다. 아울러 추기경들은 새로운 교황을 선출하였다. 교황 우르바노 6세는 새로운 교황 클레멘스 7세를 인정치 않았고 퇴위도 거부하였다. 양 진영에 의해 동원된 병력으로 물리적인 충돌이 발생하기도 하는등 두명의 합법적인 교황의 등장에 유럽각국은 혼란에 빠지고 말았다.(참고 서방 교회의 분열)
조반나는 클레멘스를 1378년 11월 22일 우르바노에 대항한 합법적인 교황으로 공식 지지했다. 그녀는 로마에서 추방된 클레멘스에게 피난처를 제공하기도 했으며, 1379년 5월 그가 아비뇽으로 이탈리아를 떠나는 것을 도왔다. 대부분의 추기경들이 프랑스 출신이거나 친 프랑스 성향이어서 앙주가 출신의 여왕으로서는 자연스러운 선택이었다. 이에 대한 보복으로 교황 우르바노 6세는 여왕 조반나 1세를 파문하고 나폴리 왕국을 박탈한 후 왕관을 카를로에게 넘겨 주었다. 카를로 3세의 육촌이자 헝가리의 국왕인 러요시 1세는 나폴리의 왕위를 놓고 로베르토의 장손녀 조반나와 적대 관계에 있었다. 러요시는 카를로에게 나폴리 접수를 명령했다.
카를로는 크로아티아 군대를 이끌고 나폴리 왕국으로 진격했고, 산 게르마노에서 그녀의 남편인 오토네 디 타란토 공작(Ottone il Tarantino, 하인리히 2세 폰 브라운슈바이크그루벤하겐 공작(Heinrich II. von Braunschweig Grubenhagen)의 아들)을 격파하여 도시를 점령하고 카스텔 델 오보에 있는 조반나를 포위했다. 오토네가 그녀를 구해주려는 시도가 실패한 후, 카를로는 그녀를 붙잡아서 산펠레에 감금시켰다. 곧이어 그녀가 양자로 삼았던 후계자 루이 1세 당주 공작가 나폴리 재건을 위해 원정길에 나섰다는 소식이 카를로에게 전해지자, 카를로는 1382년 조반나를 감옥에서 목 졸라 죽인 후 왕위에 올랐다.
루이의 원정대는 아메데오 6세 디 사보이아 백작를 포함해 4만여 명의 병력을 헤아렸고, 클레멘스와 밀라노의 지도자 베르나보 비스콘티의 재정적 지원을 받았다. 총 1만 4000여 명의 부하에게 존 호크우드 휘하의 용병들과 바르톨로메오 달비아노를 의지한 카를로는 프랑스인들을 나폴리에서 왕국의 다른 지역으로 이동하게 만든 후 게릴라 전술로 괴롭힐 수 있었다. 아메데오는 1383년 3월 1일 몰리스에서 병으로 쓰러져 죽었고, 그의 군대는 전장을 떠나 버렸다. 루이는 프랑스에 있는 그의 왕에게 도움을 청했는데, 그는 앙게랑 7세 드 쿠시(Enguerrand VII de Coucy) 휘하의 군대를 보냈다. 후작은 아레초를 정복하고 나서 나폴리 왕국을 침공할 수 있었으나, 루이가 1384년 9월 20일 비스체글리에서 갑자기 죽는 바람에 전쟁은 끝나고 말았다.

## 사망
1382년 러요시가 아들 없이 사망하면서 러요시의 딸인 마리어가 헝가리의 왕위를 계승했다. 그렇지만 헝가리에서는 마리어의 왕위 계승에 반대하는 세력들이 많았다. 그러던차에 1385년에 카를로는 헝가리의 국왕인 카로이 2세로 즉위하게 된다. 1386년 2월 24일 비셰그라드에서 마리어의 어머니인 보스니아의 엘리자베타 코트로마니치(Elizabeta Kotromanić)에게 암살 당하였다. 그가 죽은후 마리어는 헝가리의 왕위에 복귀하였다.

## 자녀
- 마리아(1369~1371)
- 조반나 2세 - 나폴리 국왕
- 라디슬라오 - 나폴리 국왕